# 814
814 (DCCCXIV) fue un año común comenzado en domingo del calendario juliano, en vigor en aquella fecha.

## Acontecimientos
- Subida al trono franco de Ludovico Pío tras la muerte de su padre Carlomagno.
- Lotario I nombrado duque de Baviera.
- Se construye el Palacio Ducal de Venecia.

## Fallecimientos
- 28 de enero: Carlomagno
- 18 de febrero: San Angilberto
- 13 de abril: Krum, kan de Bulgaria
- Waldo de Reichenau: Obispo de Pavía y Basilea. Abad de Sankt Gallen, Reichenau y Saint-Denis.

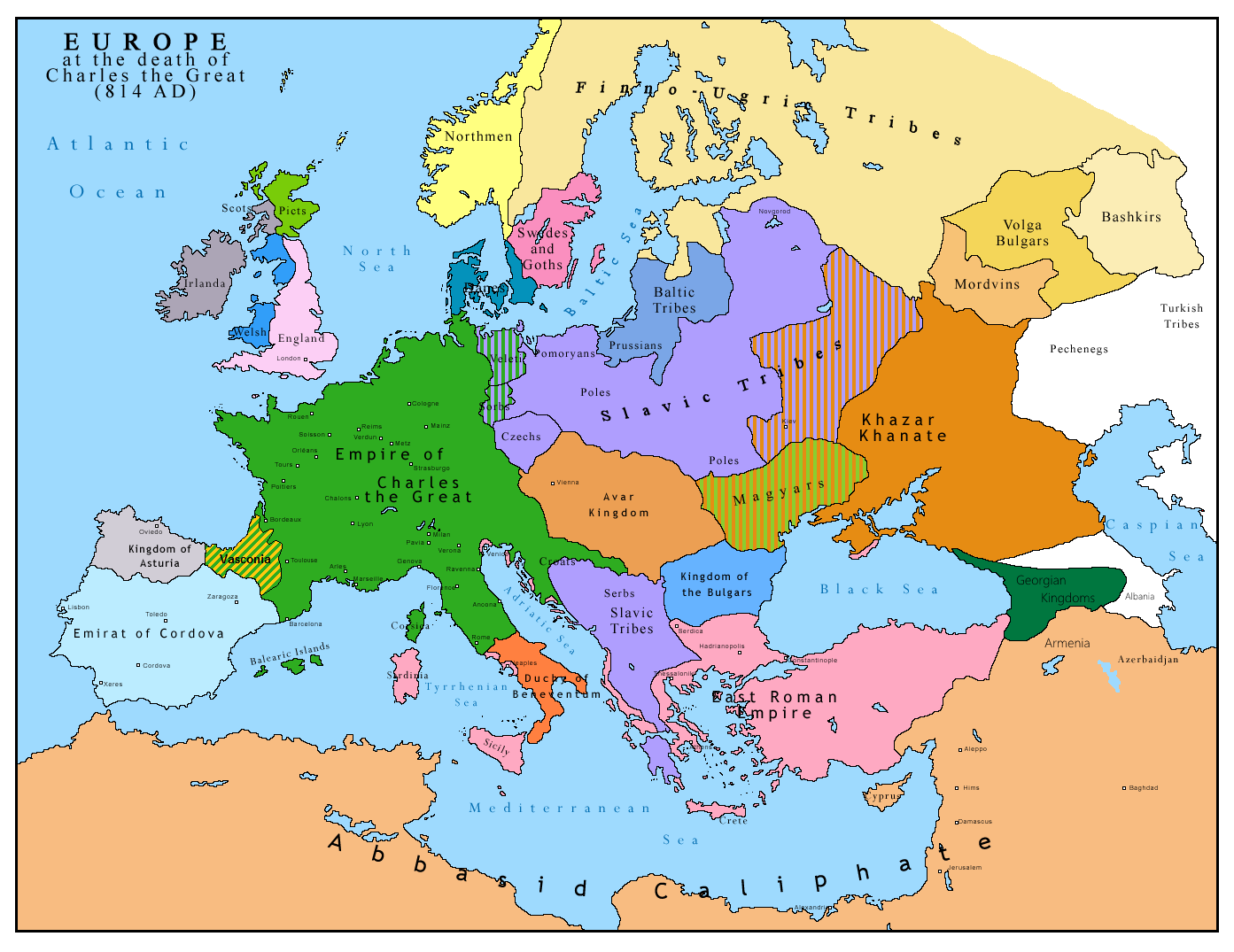
Europa en 814.